# Abder Agueb
Pas d'image ? Cliquez ici

a Compétitions nationales et continentales officielles uniquement.

Dernière mise à jour le 25 février 2013.
Abder Agueb, né le 8 mars 1969, est un joueur français de rugby à XV évoluant au poste de troisième ligne aile. Il a notamment joué en club avec la Section paloise de 1996 à 2002.

## Biographie
Abderrahmane Aguen est le septième et dernier enfant de Kheira et Abderrahmane Agueb, originaires d'Algérie. Il a passé son enfance dans le Gers entre Eauze où il commence le rugby et Condom qu'il quitte à 18 ans, recruté par Mitou Fourcade pour intégrer l'équipe du Stadoceste Tarbais alors finaliste du Championnat de France (contre Agen). Après le bac, il se forme en communication (BTS) et intègre une société de marketing sportif.  En partant à Bordeaux, il se tourne vers les assurances au sein d'un grand groupe puis créé son propre cabinet de courtage à Pau où il termine sa carrière sportive.[réf. nécessaire]
Sa fille Anna Agueb-Porterie (d) est candidate à la Primaire populaire en vue de l'élection présidentielle française de 2022.

## Palmarès
- Vainqueur de la Coupe de France en 1997
- Vainqueur du Challenge européen en 2000
- Vainqueur de la World rugby classic en 2003